# Zamach stanu w Iraku (luty 1963)
Zamach stanu w Iraku 8 lutego 1963, także rewolucja 14 Ramadana – przewrót wojskowy zorganizowany przez partię Baas i wojskowych z Abd as-Salamem Arifem na czele. W jego rezultacie obalony został rząd Abd al-Karima Kasima, a on sam zamordowany.

## Tło wydarzeń
Autorytarne rządy Abd al-Karima Kasima po rewolucji 14 lipca 1958 doprowadziły do izolacji Iraku w regionie. Rosło także niezadowolenie społeczne. Kasim w poprzednich latach konsekwentnie ograniczał możliwości działania opozycji (naserystów, Irackiej Partii Komunistycznej), a do bezpośredniej rozprawy z nią przystąpił po nieudanym zamachu, jaki zorganizowała na niego Partia Baas. W rezultacie znajdował się w coraz większej politycznej izolacji, a swoją pozycję starał się budować w oparciu o nieformalne kontakty.
O tym, że partia Baas planuje przeprowadzenie przewrotu, Kasim wiedział. Informacje takie posiadali także komuniści. Mimo to premier Iraku nie opracował planu działania na taką ewentualność. Polecił jedynie aresztować członków Biura Wojskowego partii Baas – Saliha Mahdiego Ammasza i Alego Saliha as-Sadiego. Sprawiło to, że pozostali konspiratorzy poczuli się zagrożeni i postanowili przystąpić do działania natychmiast.

## Przebieg przewrotu

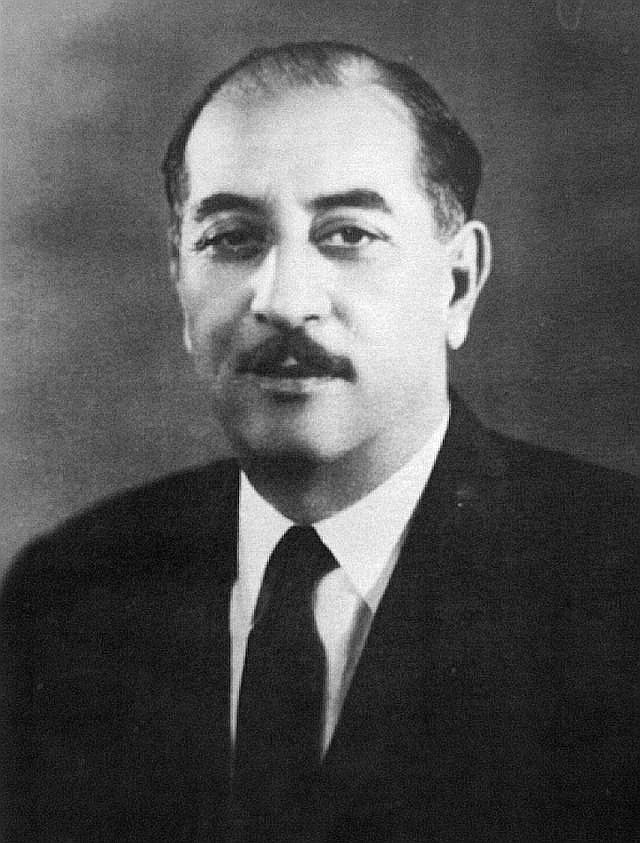
Ahmad Hasan al-Bakr

Zamach rozpoczęło zabójstwo Dżalal ad-Dina al-Aukatiego, dowódcy sił powietrznych i zwolennika Irackiej Partii Komunistycznej. Następnie puczyści opanowali lotnisko wojskowe w Ar-Raszid i ruszyli w kierunku Bagdadu. Rząd Kasima wiedział już wtedy o rozpoczętym przewrocie i poinformował o nim w środkach masowego przekazu. Iracka Partia Komunistyczna wezwała wówczas swoich sympatyków do obrony rządu. Po opanowaniu przez zamachowców głównej radiostacji, gdy puczyści zaczęli nadawać własne komunikaty i marsze wojskowe, na ulicach stolicy zgromadziły się tysiące ludzi, występujących w obronie Kasima. Tłum zgromadził się przed jego siedzibą w Ministerstwie Obrony i domagał się wydania broni w celu czynnego występowania po stronie premiera. Ten jednak odmówił, uważał bowiem, że znajdzie dość lojalnych wobec siebie oddziałów wojskowych. Kolejne jednostki odmawiały jednak wykonywania jego poleceń. Ośrodki oporu przeciwko zamachowi formowały się jedynie samorzutnie, tworzone przez cywilów. Zostały one jednak stopniowo zlikwidowane przez siłę paramilitarną partii Baas – Gwardię Narodową.
Organizatorzy zamachu od początku planowali zabójstwo swoich przeciwników politycznych. Oprócz zabitego w początkowej fazie przewrotu al-Aukatiego zamordowali również innych wyższych oficerów, którzy mogli okazać się lojalni wobec Kasima. Następnie otoczyli Ministerstwo Obrony, gdzie znajdował się premier broniony przez nieliczne wierne oddziały, i zdobyli je 9 lutego. Kasim został pośpiesznie osądzony przez trybunał złożony z oficerów o poglądach panarabskich oraz z członków partii Baas, a następnie rozstrzelany. Analogiczny los spotkał jego współpracowników przebywających razem z nim w budynku ministerstwa. Zwłoki premiera były kilkakrotnie pokazywane w telewizji, gdyż w pierwszej chwili Irakijczycy nie uwierzyli w wieść o jego śmierci.
Poza stolicą nie doszło do poważnych walk, większość oddziałów zachowała neutralne stanowisko.
Prezydentem Iraku po przewrocie został jeden z jego głównych organizatorów Abd as-Salam Arif, zaś premierem Ahmad Hasan al-Bakr.